# Museo Casa Diego Rivera (Guanajuato)
El Museo Casa Diego Rivera es un museo de México que se encuentra en Ciudad de Guanajuato, Guanajuato y fue fundado en la casa natal del artista Diego Rivera (1886 - 1957), en septiembre de 1975 con el objetivo de difundir obras del pintor, destacado y reconocido muralista mexicano famoso por plasmar su ideal comunista en murales de edificios.

## Instalaciones
Se exponen 102 obras de Diego incluyendo bocetos, ilustraciones, proyectos y pinturas. Dentro del mismo museo hay seis salas temporales donde se llevan a cabo exposiciones de artistas mexicanos y extranjeros. También cuenta con un auditorio, Sala de lectura, librería y tienda.
Además cuenta con la colección Marte R. Gómez que se integra por 175 obras incluyendo bocetos y pinturas.

## Homenaje
La coordinación de Artes Plásticas del Instituto Nacional de Bellas Artes y Literatura, durante el año 2007 rindió un homenaje a Diego Rivera por cumplir 50 años de su muerte, dicho homenaje se llevó a cabo dentro del museo con la muestra acuarelas.